# Rivière Noire (Charlevoix)
Pour les articles homonymes, voir rivière Noire.
La rivière Noire est un affluent de la rive nord-ouest du golfe du Saint-Laurent coulant dans le territoire non organisé du Mont-Élie et dans la municipalité de Saint-Siméon (Charlevoix-Est), dans la municipalité régionale de comté (MRC) de Charlevoix-Est, au Québec, au Canada.
La partie inférieure de cette vallée est desservie par la route 138 qui longe le littoral du fleuve Saint-Laurent. La route 170 qui relie Saint-Siméon à Petit-Saguenay dessert la partie inférieure et intermédiaire de cette vallée. La partie supérieure de la vallée comporte quelques routes forestières secondaires pour les besoins de la foresterie et des activités récréotouristiques,,.
La foresterie constitue la première activité économique du secteur ; les activités récréotouristiques, en second.
La surface de la rivière Noire est habituellement gelée du début de décembre à la fin mars, toutefois la circulation sécuritaire sur la glace se fait généralement de la mi-décembre à la mi-mars.

## Géographie

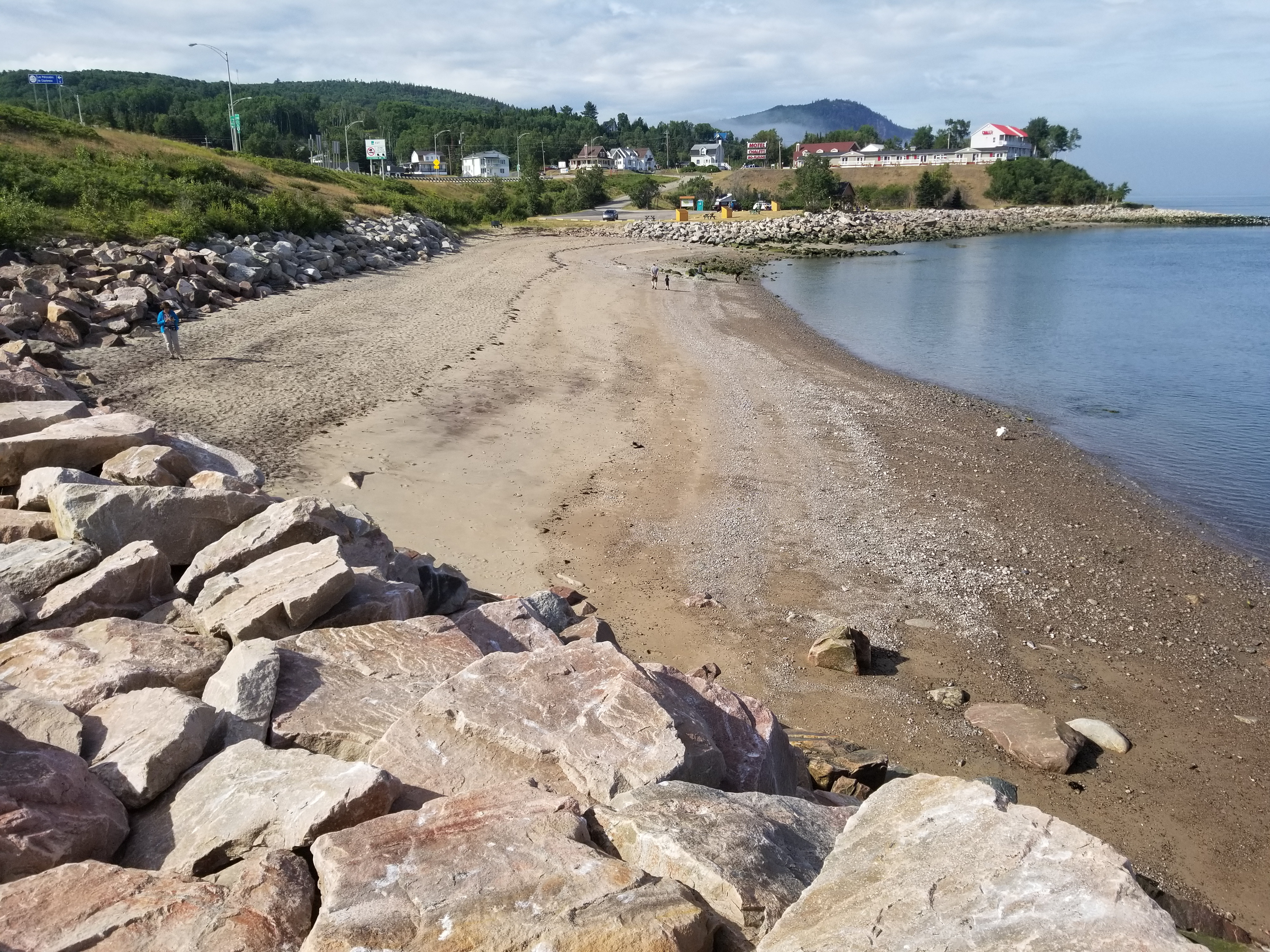
Vue de la baie à partir du remblai de pierres à l'embouchure de la rivière Noire, du côté nord du village de Saint-Siméon.

Les principaux bassins versants voisins de la rivière Noire sont :
- Côté nord : rivière Petit Saguenay, ruisseau Laurent, rivière Deschênes, rivière de la Baie des Rochers, rivière Saguenay ;
- Côté est : fleuve Saint-Laurent ;
- Côté sud : rivière Noire Sud-Ouest, rivière du Port au Persil, rivière du Port au Saumon, rivière à la Loutre, rivière Comporté, rivière Malbaie, rivière Jacob ;
- Côté ouest : rivière Petit Saguenay, rivière à la Catin, ruisseau Épinglette, rivière Cami[2].

La rivière Noire prend sa source à l’embouchure du lac à l'Ours (longueur : 0,5 km ; altitude : 549 m). Cette source est située à 29,7 km à l'ouest de l'embouchure de la rivière Noire (confluence avec le fleuve Saint-Laurent, 31,2 km au sud de l’Anse Saint-Jean de la rivière Saguenay, 43,4 km au sud-est de l'embouchure de la rivière Saguenay et à 37,7 km au nord-ouest du centre-ville de La Malbaie.
À partir de sa source (lac à l'Ours), le cours de la rivière Noire descend sur 43,9 km selon les segments suivants :
Cours supérieur de la rivière Noire (segment : 18,3 km)
- 1,1 km vers le sud-est, en traversant le lac de la Branche et le lac de l'Épinette (longueur : 0,8 km ; altitude : 547 m) sur 0,7 km jusqu’à son embouchure ;
- 1,8 km vers le sud en formant un grand S, jusqu’à un coude de rivière ;
- 6,3 km vers le nord-est, puis bifurquant vers le sud-est en fin de segment, jusqu’à un ruisseau (venant de l'ouest) ;
- 3,3 km vers l’est, jusqu’à la rive ouest du lac de la Rivière Noire ;
- 2,2 km vers l'est, puis vers l'ouest en traversant le lac de la Rivière Noire (longueur : 2,2 km ; altitude : 283 m), jusqu’à son embouchure ;
- 3,6 km vers le nord-est, puis vers le sud-est, en traversant deux grandes zones de rapides dont l'une en fin de segment, jusqu’à la rivière Noire du Milieu (venant du sud-ouest) ;

Cours inférieur de la rivière Noire (segment : 25,6 km)
- 3,2 km vers l'est en recueillant la décharge (venant du nord) du lac Germain et en formant un crochet vers le sud, jusqu'à la rivière Noire Sud-Ouest (venant du sud) ;
- 1,4 km vers l'est, jusqu’à la décharge (venant du nord) des lacs dont le lac aux Foins, le lac Brouillard et le lac Simard ;
- 9,5 km vers le nord-est en formant quelques serpentins dans une petite vallée emmurée, jusqu'à un coude de rivière ;
- 11,5 km vers le sud-est en formant quelques serpentins dans une plaine entre deux séries de montagnes, en traversant les rapides à William et en coupant en fin de segment la route 138, jusqu'à l'embouchure de la rivière[2].

L'embouchure de la rivière Noire se déverse sur la rive nord-ouest du fleuve Saint-Laurent du côté nord du village de Saint-Siméon. Cette confluence est située à :
- 34,2 km au sud de l'embouchure de la rivière Saguenay ;
- 30,0 km au nord-est du centre-ville de La Malbaie ;
- 65,9 km au nord-est du centre-ville de Baie-Saint-Paul[2].

## Toponymie
Le toponyme Rivière Noire a été officialisé le 5 décembre 1968 à la Banque des noms de lieux de la Commission de toponymie du Québec.